# Phymatostetha undulifera
Phymatostetha undulifera is een halfvleugelig insect uit de familie schuimcicaden (Cercopidae). De wetenschappelijke naam van deze soort is voor het eerst geldig gepubliceerd in 1857 door Walker.